# George Thomson (médico)
George Thomson (1619–1676) fue un médico inglés, panfletista y escritor de temas médicos. Fue una figura líder en el intento de crear un «Colegio de Médicos Químicos», que hubiera rivalizado con el establecido «Real Colegio de Médicos». Rechazó el sistema médico galénico y cuestionó las sangrías, las purgas y la doctrina de curar con lo contrario. Llevó a cabo una esplenectomía en un perro que estimuló el debate en círculos médicos y científicos, y cuestionó teorías médicas sobre el cuerpo que habían prevalecido hasta entonces.

## Vida y trabajo
Thomson nació alrededor de 1619, y sirvió con el príncipe Mauricio del Palatinado en la revolución inglesa; en 1644 fue hecho prisionero por los Roundheads (parlamentaristas) en la II batalla de Newbury y pasó un tiempo en la prisión Fleet de Londres. A su liberación intentó obtener una licencia del Colegio de Médicos, pero debido al alto precio de la tasa, decidió realizar su doctorado en medicina por la Universidad de Leiden, en Holanda, graduándose el 15 de junio de 1648 con la tesis «Disputatio de Apoplexia» (Leiden, 1648). Rechazó la medicina galénica, convirtiéndose en un firme partidario de las ideas de Jan Baptista van Helmont
Alrededor de 1656 realizó una esplenectomía  a un perro, manteniendo vivo al animal durante dos años tras la intervención. Este hecho puso en duda la teoría de los humores del cuerpo, y atrajo la atención de médicos y científicos londinenses, entre ellos William Harvey y Robert Boyle. En 1665, durante la gran peste de Londres, vivía en la ciudad e hizo un estudio de los síntomas, llegando a diseccionar el cuerpo de una víctima de la plaga. En 1655 publicó «Loimologia: a Consolatory Advice, and some brief Observations concerning the present Pest», en el que se quejaba de la conducta de los miembros del Real Colegio de Médicos que habían abandonado la ciudad durante la epidemia, acusándolos de huir y «dejar a su gran ciudad despojada de su ayuda cuando más la necesitaba». Este panfleto suscitó una furiosa réplica de John Heydon titulada «Psonthonphanchia, or a Quintuple Rosiecrucian Scourge for the due Correction of that Pseudo-chymist and Scurrilous Emperick, Geo. Thomson» (London, 1665).
In 1665 Thomson publicó también «Galeno-pale, or a chymical Trial of the Galenists, that their Dross in Physick may be discovered», donde denunciaba el desprecio de los médicos ingleses por la experiencia y su confianza implícita en la teoría. También argumentó con firmeza contra la excesiva cantidad de sangrías y purgas que se practicaban, y contra el método de intentar curar las enfermedades con sus contrarios. Estas críticas causaron una respuesta de William Johnson titulada «Agyrto-mastik Or, some brief animadversions upon two late treatises: one of Master George Thomsons, entituled Galeno-Pale etc.», (Londres, 1665), que se publicó conjuntamente con el panegírico «Galeno-Pale» de George Starkey. El año siguiente Thomson continuó con ese tema en «Loimotomia, or the Pest anatomised».
En 1670, Thomson publicó un tratado contra la sangradura bajo el título «Haimatiasis, or the true Way of preserving the Bloud», sumergiéndose en una nueva controversia con Henry Stubbe (1631–1676), que contestó con «The Lord Bacon's Relation of the Sweating-Sickness examined, in a Reply to George Thomson, Pretender to Physick and Chymistry, together with a Defence of Phlebotomy» (Londres, 1671). Thomson volvió a la carga con «A check given to the insolent garrulity of Henry Stubbe etc.» (Londres, 1671). En 1673, Thomson publicó « Epilogismi Chymici Observationes necnon Remedia Hermetica Longa in Arte Hiatrica exercitatione constabilita», y en 1675, «The direct method of curing chymically etc».
Thomson se casó dos veces: primero el 2 de noviembre de 1667 con Abigail, hija de Hugh Nettleshipp, comerciante de sal, de Wandsworth (Surrey) y después el 31 de octubre de 1672 con Martha Bathurst de Battersea (Surrey).
Existe un retrato de Thomson, un grabado del natural realizado en 1670 por William Sherwin

## Otras lecturas
- (En inglés) Webster, C. The Helmontian George Thomson and William Harvey: the revival and application of splenectomy to physiological research  (Med Hist. 1971 Apr 15(2):154-67.)

- Datos: Q5545193
- Multimedia: George Thomson (physician) / Q5545193